# Gerhard Heidner
Gerhard Heidner (* 28. August 1939) ist ein deutscher ehemaliger Fußballspieler. In den 1960er Jahren spielte er für den SC Turbine Erfurt und die BSG Motor Steinach in der DDR-Oberliga, der höchsten Liga im DDR-Fußball.

## Sportliche Laufbahn
Zur Saison 1962/63 kam der 23-jährige Gerhard Heidner vom Drittligisten Aktivist Kali-Werra Tiefenort zum Oberligisten SC Turbine Erfurt. Dort bestritt er am 7. Spieltag sein erstes Oberligaspiel als Linksaußenstürmer. Er behielt diese Position bis zum Saisonende und kam auf insgesamt 14 Oberligaeinsätze. Dabei erzielte er vier Tore.
Aus nicht näher genannten Gründen wechselte Heidner zu Beginn der Spielzeit 1963/64 zu Motor Eisenach in die zweitklassige DDR-Liga. Auch dort wurde er wieder durchgängig als linker Stürmer eingesetzt, spielte für die BSG Motor aber nur bis zum 18. Spieltag. Er absolvierte 14 Ligaspiele und tat sich dabei mit fünf Toren als treffsicherer Schütze hervor.
Ohne bisher im Kader erschienen zu sein, tauchte Gerhard Heidner am 5. Spieltag der Oberligasaison bei der BSG Motor Steinach für ein Punktspiel auf. Bei der 0:6-Niederlage bei der BSG Chemie Leipzig wurde er als Linksaußenstürmer anstelle des in der Regel dort eingesetzten Reiner Sesselmann aufgeboten. Anschließend verschwand Heidner aus dem höherklassigen Fußball.